# Palmares de la Coronilla
Palmares de la Coronilla ist eine Ortschaft im Südosten Uruguays.

## Geographie
Der Ort befindet sich auf dem Gebiet des Departamento Rocha in dessen Sektor 5 der Cuchilla de la Angostura vorgelagert an der Atlantikküste. Westlich liegt im Landesinneren in rund zwei bis drei Kilometern Entfernung Barrio Pereira. Küstenaufwärts in nordöstlicher Richtung sind die Küstenorte Puimayen und Barra del Chuy gelegen, während im Südsüdwesten La Coronilla an der Küste und Capacho etwa zwei Kilometer abseits dieser die nächstgelegenen Ortschaften sind.

## Einwohner
Palmares de la Coronilla hatte bei der Volkszählung im Jahr 2011 zehn Einwohner, davon fünf männliche und fünf weibliche.
| Jahr | Einwohner |
| ---- | --------- |
| 1996 | -         |
| 2004 | 4         |
| 2011 | 10        |

Quelle: Instituto Nacional de Estadística de Uruguay